# Martin Gamboš
Martin Gamboš (* 23. Januar 1998 in Žilina) ist ein slowakischer Fußballspieler.

## Karriere

### Verein
Gamboš kam nach seinen Anfängen in der Jugend des MŠK Žilina als Zwölfjähriger nach Deutschland und schloss sich der Jugendabteilung des SSV Jahn Regensburg an. Von dort wechselte er in die Jugend des TSV 1860 München. Für seinen Verein bestritt er 36 Spiele in der B-Junioren-Bundesliga und 33 Spiele in der A-Junioren-Bundesliga, bei denen ihm insgesamt 14 Tore gelangen. Im Sommer 2017 wurde er in den Kader der ersten Mannschaft in der Regionalliga Bayern aufgenommen, kam aber nur in einem Spiel im Bayernpokal zum Einsatz und spielte vor allem in der 2. Mannschaft in der Bayernliga. Im Winter 2018 wurde er zunächst an seinen Jugendverein MŠK Žilina in die Fortuna Liga verliehen, um im Sommer fest dahin zu wechseln. Von seinem Verein wurde er im Sommer 2019 ligaintern an Spartak Trnava verliehen, für den er 21 Spiele in der Liga bestritt. Im Winter 2021 wechselte er innerhalb der Liga zum FK Senica. Nach 15 Spielen für seinen Verein schloss er sich im Sommer 2021 dem FC Zlaté Moravce an, für den er auch 15 Spiele absolvierte. 
Im Winter 2022 wechselte er zurück nach Deutschland und schloss sich dem Drittligisten FC Viktoria 1889 Berlin an.

### Nationalmannschaft
Gamboš bestritt für die U20 und die U21 des slowakischen Fußballverbandes in den Jahren 2018 und 2019 insgesamt sieben Länderspiele, bei denen ihm zwei Tore gelangen.

## Titel und Erfolge
TSV 1860 München
- Meister der Regionalliga Bayern und Aufstieg in die 3. Liga: 2017/18